# Brežice
Brežice és un municipi del sud-oest d'Eslovènia a Posavje, prop de la frontera amb Croàcia.

## Activitats
Tot i ser un municipi amb pocs habitants, destaca per la seva connexió ferroviària, punt d'arribada de trens croats i eslovens i, per tant, lloc on s'efectuen molts transbords.